# Telmatoscopus thompsoni
Telmatoscopus thompsoni är en tvåvingeart som beskrevs av Wagner 2000. Telmatoscopus thompsoni ingår i släktet Telmatoscopus och familjen fjärilsmyggor. Inga underarter finns listade i Catalogue of Life.